# Sexualização

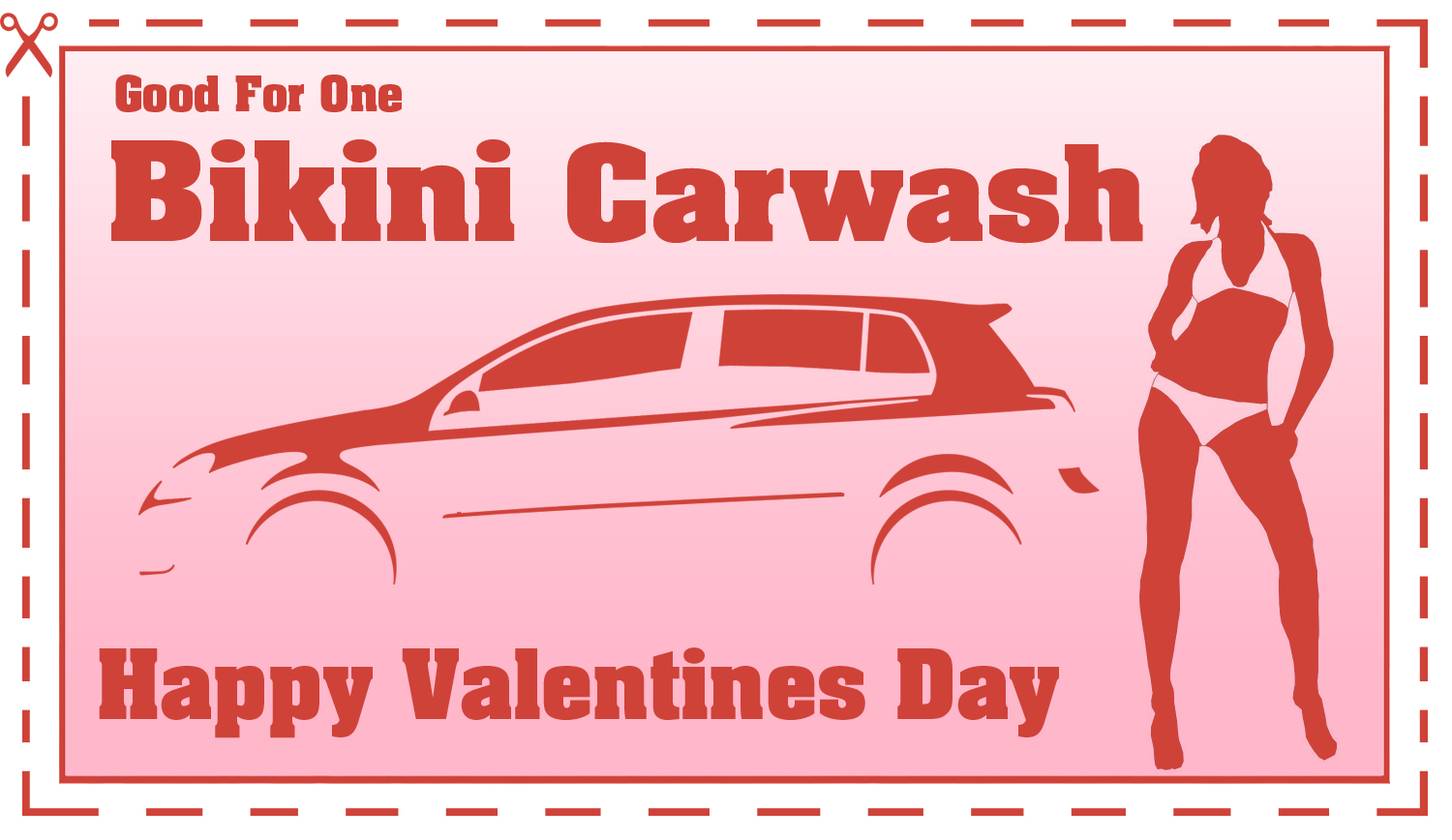
propaganda de um lavagem de carro exclusiva para homens

Sexualização é tornar algo sexual em caráter ou qualidade ou tornar-se consciente da sexualidade, especialmente em relação a homens e mulheres.
Sexualização não é necessariamente algo negativo em si, a ideologia do feminismo sexo positivo por exemplo, trata a sexualização consentida de adultos como algo que empodera e enfrenta o moralismo social.
A sexualização está ligada à objetificação sexual. Segundo a American Psychological Association, a sexualização ocorre quando "os indivíduos são considerados objetos sexuais e avaliados em termos das suas características físicas e sensualidade".
"Em estudo após estudo, os resultados indicaram que mulheres mais frequentemente do que homens, são retratadas de maneira sexual (por exemplo, vestidas com roupas reveladoras, com posturas corporais ou expressões faciais que implicam prontidão sexual) e são objetivadas (por exemplo, usadas como decoração, objeto, ou como partes do corpo, e não como uma pessoa inteira).
Além disso, um padrão estreito (e irrealista) de beleza física é fortemente enfatizado. Estes são os modelos de feminilidade apresentados para as meninas estudarem e imitarem ".
Mulheres que abraçam os seus desejos sexuais são consideradas sexy e atraentes para homens que querem uma mulher apenas como um brinquedo sexual. Aos olhos dos homens, as mulheres que praticam esse comportamento servem ao puro propósito de proporcionar satisfação e mostrar a sua natureza humana.
De acordo com a Killing Us Softly 4: Image of Women da Fundação para a Educação para os Média, a sexualização das mulheres nos mass média e a forma como as mulheres são retratadas na cultura dominante, são prejudiciais ao desenvolvimento das raparigas, pois elas desenvolvem a sua identidade e espelham-se  como seres sexuais.
Relatórios descobriram que a sexualização de crianças é cada vez mais comum em réclames comerciais. Pesquisas relacionaram a sexualização de meninas a consequências negativas tanto para estas, como a sociedade num todo, descobrindo que a visualização de material sexualmente objetivador pode contribuir para a insatisfação corporal, distúrbios alimentares, falta de auto-estima, depressão e efeitos depressivos.
Pesquisadores de ciências médicas e sociais usualmente empregavam "sexualização" para se referir a uma zona liminar entre abuso sexual e vida familiar normal, na qual o relacionamento da criança com os pais era caracterizado por uma sexualidade "excessiva" e imprópria, mesmo sem formas reconhecíveis de abuso tivesse sido constatada.
A American Psychological Association também argumenta que a sexualização de mulheres, contribui para atitudes sexistas vinda de parte da sociedade intolerante que não é a favor da liberdade sexual feminina.
O consumismo e a globalização levaram à sexualização das raparigas em todas as economias avançadas, dos média e anúncios, às roupas e brinquedos comercializados para jovens raparigas.

## Relatórios
| Nome do relatório | País                 | Ano  | Referência |
| --- | -------------------- | ---- | ---------- |
| Pedofilia corporativa: sexualização de crianças na Austrália                                                                            | Austrália            | 2006 | [ 9 ]      |
| Bens sexualizados destinados a crianças: Relatório para o Comitê de Igualdade de Oportunidades do Parlamento Escocês.                   | Escócia, Reino Unido | 2009 | [ 10 ]     |
| Relatório da Força-Tarefa da Associação Americana de Psicologia (APA) sobre a sexualização de meninas                                   | EUA                  | 2010 | [ 8 ]      |
| Sexualização dos jovens : revisão (Home Office)                                                                                         | Reino Unido          | 2010 | [ 11 ]     |
| Deixar filhos serem filhos : relatório de uma revisão independente da comercialização e sexualização da infância ('The Bailey Review ') | Reino Unido          | 2011 | [ 12 ]     |

## Efeitos em crianças
Em 2006, foi publicado um relatório australiano chamado pedofilia corporativa: sexualização de crianças na Austrália. O relatório australiano resume sua conclusão da seguinte forma:
Imagens de crianças sexualizadas são cada vez mais comuns em material de propaganda e marketing. As crianças que aparecem com 12 anos ou menos estão vestidas, posando e maquilhadas da mesma forma que as modelos adultas e sensuais. As crianças que aparecem nas revistas parecem mais velhas do que realmente são por causa das roupas sexualizadas em que fazem a pose. "Pedofilia corporativa" é uma metáfora usada para descrever propaganda e marketing que sexualiza crianças desta forma.
Deixar as crianças ser crianças: relatório duma revisão independente da comercialização e sexualização da infância (Reino Unido) O relatório 'Deixar as crianças ser crianças', também conhecido como Relatório Bailey, é um relatório encomendado pelo governo do Reino Unido sobre o assunto da comercialização e sexualização da infância.
O relatório foi publicado em Junho de 2011 e foi encomendado como resultado de preocupações questionando se a vida das crianças é afetada negativamente pelos efeitos da comercialização e da sexualização.
O Relatório Bailey é chamado como foi pesquisado e compilado por Reg Bailey, Chefe do Executivo do Sindicato das Mães, uma "instituição de caridade que apoia pais e filhos em 83 países do mundo".
O relatório solicitou contribuições dos pais; crianças; organizações; empresas e o público em geral, a fim de considerar pontos de vista e informar  recomendações e identificou quatro temas que interessavam particularmente aos pais e ao público em geral. Esses temas foram:
1. o "papel de parede" da vida das crianças
2. roupas, produtos e serviços para crianças
3. crianças como consumidores
4. fazer ouvir as vozes dos pais

## Efeitos nas mulheres racializadas
A sexualização das mulheres racializadas é diferente da sexualização das mulheres brancas.. Os média desempenham um papel significativo nessa sexualização. “Os mass-média terão com certeza efeitos poderosos se a informação for apresentada de forma persistente, consistente e corroborada entre os formulários.
Como efeito dos média, os estereótipos dependem da repetição para perpetuá-los e sustentá-los. " De acordo com Celine Parrenas Shimizu, "Ver raça é ver sexo e vice-versa".

### Mulheres pretas
Muitos académicos traçam a sexualização das mulheres negras de volta à escravidão, onde certos estereótipos foram inventados como forma de desumanizar as mulheres negras.
Esses estereótipos incluem Jezabel, que era vista como uma preta de pele clara e excessivamente sexual, sem controle sobre os seus desejos; a Mamã uma mulher preta gorda de pele escura, de natureza assexuada e cujo único objetivo era cozinhar para uma família branca; a Safira mostrada pela primeira vez no programa de rádio / televisão Amos n 'Andy , ela era uma mulher alta, rude e ciumenta, que se divertia com homens emasculantes. Esses estereótipos impulsionaram a forma como as jovens pretas se vêem e como a sociedade as vê. O estereótipo de Jezebel, em particular, ressurgiu na forma de vídeos de rap. Essas imagens vistas nos videoclipes têm dois efeitos:
primeiro, influenciam o modo em que as mulheres negras são vistas na sociedade e, em segundo, moldam a a imagem das mulheres negras delas próprias.

### Mulheres asiáticas
A imagem das mulheres asiáticas no cinema de Hollywood está diretamente ligada à sexualidade como essencial para qualquer imaginação sobre os papéis que desempenham, bem como a sua aparência real na cultura popular.
A sujeição hipersexualizada da mulher asiática fatale deriva do comportamento sexual considerado natural dessa sua raça e cultura.
Dois tipos de estereótipos asiáticos que são comumente encontrados nos média são a Flor de Lótus e a Dama do Dragão.
O arquétipo da Flor de Lótus é a "mulher asiática que se sacrifica, é servil e suicida". O arquétipo da dama do dragão é o oposto da flor de lótus, uma "mulher asiática que se abnega ... [que] usa a sua feminilidade 'Oriental', associada à sedução e perigo para caçar homens brancos em favor de homens asiáticos coniventes".
De acordo com a cineasta e estudiosa do cinema, Celine Shimizu, "a figura da mulher fatal asiático-americana significa uma sedução mortal específica. Ela atrai com a sua feminilidade suave, não ameaçadora e servil, enquanto oculta a sua verdadeira natureza dura, perigosa e dominadora. "

### Mulheres nativas americanas
A partir do momento da colonização branca nas terras dos nativos americanos, mulheres nativas americanas foram chamadas "squaw", uma palavra algonquina para vagina. "O 'squaw' [estereótipo] é a fêmea tribal suja, subserviente e abusada que também é sabida, violenta e desejosa de torturar cativos tribais".
Outro estereótipo é a bela princesa indígena que renega a sua tribo e cultura para se casar com um homem branco.

### Mulheres brasileiras e pretas em Portugal
Segundo estudos sobre a representação das brasileiras em Portugal, existem os estereótipos que as retratam como “mulher fácil”; de facto vítima da dominação pós-colonial e patriarcal.
Recentemente, o surgimento de uma ginástica “Made in Brasil”, publicitando “o segredo da mulher brasileira”, usa a hipersexualização do corpo também como forma de divisa.
As mulheres negras, são segundo estudos sobre as mulheres; duplamente discriminadas: ocupam com frequência trabalhos subalternos e não têm devida representação académica, social, cultural ou politica.

## Cultura e mass-média
A sexualização tem sido objeto de debate entre académicos focados nos média e estudos culturais. Aqui, o termo não foi usado apenas para rotular o que é visto como um problema social, mas para indicar o conjunto muito mais amplo e variado de maneiras em que o sexo se tornou mais visível nos mass-média e na cultura.
Esses incluem; a ampla discussão de valores, práticas e identidades sexuais na comunicação social; o crescimento dos média sexuais nos mais variados tipos; por exemplo, erótica, slash fiction, livros de auto-ajuda sexual e os muitos géneros de pornografia; o surgimento de novas formas de experiência sexual, por exemplo, mensagens instantâneas ou sexo avatar possibilitadas pelo desenvolvimento da tecnologia; uma preocupação pública com o colapso do consenso sobre legislação para definir e lidar com a obscenidade; a prevalência de escândalos, controvérsias e pânico em torno do sexo nos meios de comunicação social.
Os termos "pornificação" e "pornografia" também foram usados para descrever o modo como a estética anteriormente associada à pornografia se tornou parte da cultura popular e artigos “citando estilos, gestos e estética pornográficos” tornaram-se mais proeminentes.
Esse processo, que Brian McNair descreveu como uma "pornografia de mainstream". desenvolveu-se paralelamente a uma expansão do campo cultural da pornografia ou "pornosfera", que por si só se tornou mais acessível a uma variedade muito maior de públicos.
Segundo McNair, ambos os desenvolvimentos podem ser definidos no contexto duma mudança mais encompassada em direção a uma "cultura de strip-tease" que ofuscou as fronteiras entre o discurso público e privado na cultura ocidental moderna tardia, e que é mais evidente em tendências culturais que privilegiam o estilo de vida, realidade, interatividade, auto-revelação e intimidade pública.
Crianças e adolescentes passam mais tempo em torno aos meios de comunicação e redes sociais do que qualquer outra faixa etária. Este é um momento na vida em que estes são mais suscetíveis às informações que recebem.
As crianças absorvem educação sexual desses meios, crianças pequenas são expostas a imagens sexualizadas e mais informações do que nunca na história da humanidade, mas não são ainda incapazes de processar as informações, porque não estão prontas para o desenvolvimento para processá-las e isso afeta negativamente o seu desenvolvimento e comportamento.
A sexualização de raparigas nos média e a infantilização das mulheres cria um ambiente em que se torna mais aceitável ver as crianças como "sedutoras e sexy".
Isso dificulta o relacionamento sexual saudável e cria atitudes sexistas. A sexualização também contribui para a violência sexual e abuso sexual na infância "onde 1 em cada 4 meninas e 1 em cada 6 meninos são vítimas de abuso sexual durante a infância".